# Аренберг (герцогство)
Графство Аренберг (или Аремберг), позже герцогство Аренберг (нем. Herzogtum Arenberg) — феодальное владение в составе Священной Римской империи, просуществовавшее на территории западной Вестфалии с середины XII века до 1803 года, после чего владения рода Аренбергов были преобразованы в расположенное по соседству герцогство Аренберг-Меппен.
Владения Аренбергов граничили с Кёльнским и Трирским архиепископствами, герцогством Юлих и графством Бланкенхейм. На юге и востоке его рубежи проходили по реке Ар. Северная и западная границы были не столь определёнными, что иногда приводило к конфликтам с соседями. К 1800 году общая площадь герцогства Аренберг составляла 122 км² с численностью населения в 2900 человек.

## История
Герцогство Аренберг входило в состав Священной Римской империи. Название своё получило от горы Аренберг на реке Ар, в западногерманском регионе Айфель. На горе находился замок Аремберг.
Первоначально Аренберги были владетелями без титула, с 1509 года они имперские графы, с 1576 года — князья, и с 1644 года — герцоги. Первоначальный баронский род Аренбергов прекратил своё существование к 1280 году, после чего их владения были унаследованы одной из ветвей Клевского владетельного дома. В 1547 году их унаследовала младшая ветвь валлонского рода Линей, которая и приняла фамилию Аренбергов.

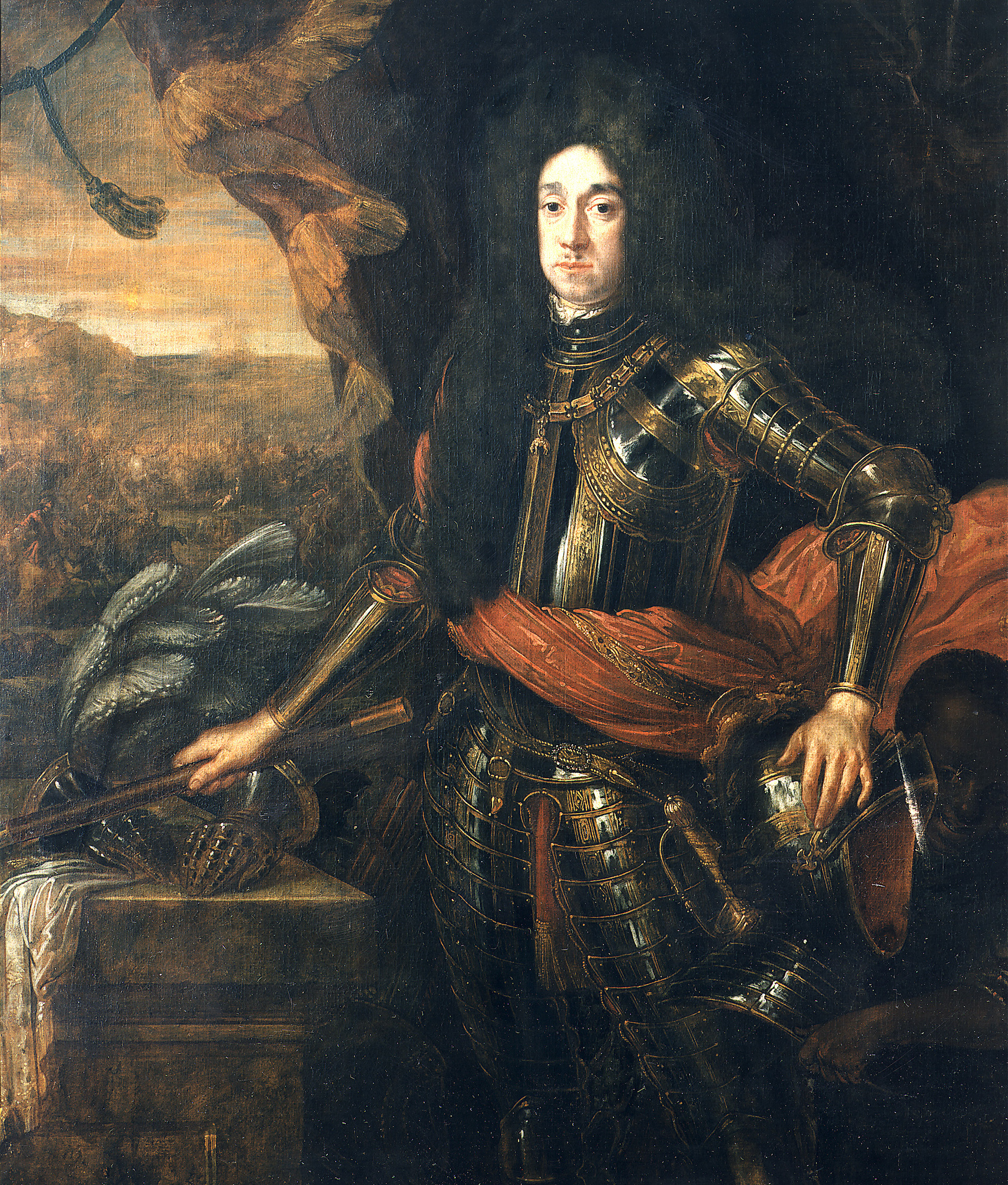
Портрет 2-го герцога Аренберга

Первым известным правителем Аренберга был Генрих фон Аренберг, в 1166 году ставший вице-бургграфом Кёльна, а позднее — бургграфом. Этот титул и должность он передаёт своим потомкам. В 1279 году Иоганн фон Аренберг продаёт это звание архиепископу Кёльнскому. Около 1300 года на территорию Аренберга предъявил претензии архиепископ Трирский — но безуспешно. В XVI веке, также неудачно, получить Аренберг попытались герцоги Юлиха. В XIV—XV столетиях большая часть владений герцогов Аренберг находились в районе Брюсселя и на реке Маас.
Последняя представительница рода графов Марк-Аренберг, Маргарета фон Марк-Аренберг, в первой половине XVI века впервые чеканит монеты княжества. Маргарета вышла замуж за представителя аристократического рода де Линь, барона Жана де Линя. В 1644 году за верность Габсбургам глава рода получил от императора герцогский титул, при этом это звание распространяется только на владение Аренберг в Германии, но не на земли дома Аренберг в испанских (а позднее — в австрийских Нидерландах). В годы Реформации Аренберг остаётся католическим.
В 1794 году французские революционные войска занимают территорию Аренберга. Восточная его часть позднее вошла в департамент Рейн-и-Мозель, западная — в департамент Рур. По Люневильскому договору от 9 февраля 1801 года герцоги Аренберг потеряли в пользу Франции все свои владения на левом берегу Рейна, юго-западнее Бонна и в Айфеле. В качестве компенсации им были переданы Меппен в Эмсланде и Фест-Рекклингхаузен, составившие новое герцогство Аренберг-Меппен. Последним герцогом Аренберга был Людвиг Энгельберт фон Аренберг (он же — первый герцог Аренберг-Меппен с 1803 года).